# Franz Adamo
Franz Adamo (* 14. März 1896 in Büdesheim; † 2. Februar 1977 in Bingen) war ein deutscher Politiker (SPD).

## Leben
Franz Adamo besuchte die Volksschule Büdesheim und danach 1912 bis 1913 die staatliche Wein- und Obstbauschule Oppenheim. 1914 war er für die Reichsbahn tätig, bevor er 1915 bis 1918 Kriegsteilnehmer war. Nach dem Krieg kehrte er zur Reichsbahn zurück und besuchte 1927 bis 1928 die Eisenbahnfachschule Mainz. Er war bis 1933 auch Schöffe beim Landgericht, Geschworener am Schwurgericht und Beisitzer am Arbeitsgericht. Nach der Machtergreifung der Nationalsozialisten wurde er aus politischen Gründen verhaftet und entlassen. 1937 wurde er Geschäftsführer der Markthalle bzw. der Obst- und Gemüseverwertungs-Genossenschaft Bingen-Büdesheim. 1944 wurde er im Rahmen der Aktion Gitter erneut verhaftet und im Gefängnis in Mainz und im KZ Buchenwald und im KZ Dachau festgehalten.

## Politik
Adamo war seit 1919 Mitglied der SPD und 1926 bis 1933 SPD-Vorsitzender in Bingen-Büdesheim. Seit 1926 war er Mitglied des Stadtrates in Bingen. In der Zeit des Nationalsozialismus konnte er seine politische Arbeit legal nicht mehr weiterführen. 1945 wurde er Beigeordneter in Bingen und 1946 Mitbegründer und Vorsitzender der SPD in Bingen-Büdesheim. 1946 wurde er erneut in den Stadtrat Bingen und 1948 in den Kreistag Bingen gewählt.
Vom 11. Juni 1951 bis 31. Mai 1955 gehörte er (als Nachrücker für Justus Cronenbold) dem Rheinland-Pfälzischen Landtag an.